# Chancellor (职称)
是很多国家政府部门里官职的英文名称或英文译名。最早的此类官职是罗马法庭里的，他们坐在把法官和法律顾问跟听众席隔开的屏风旁边。的办公室称为或。如今这个单词用来表示各种政府、教育及宗教机构里的多种职位，其中文译名会根据对应的职位有不同的翻译：
- 政府首脑（“总理”）
- 掌管外交事务的官员（“外交部长”）
- 与司法相关的职务（“司法长官”）
- 掌管财政和经济事务的官员
- 教会里的各种职务
- 大学校长

另外在古代各国里的职务有时使用或翻译为。例如中国封建王朝里的宰相或丞相可以译为或。